# El rayo (programa de televisión)
El Rayo fue un programa de televisión argentino producido por Mario Pergolini y Diego Guebel, comenzó a emitirse en 1995 por América TV y Canal 13 con la conducción de Deborah de Corral hasta 1996, después lo condujo Dolores Barreiro entre 1997 y 1999 por América TV y  en el 2000 por Telefe, terminó en el 2001 con la conducción de María Vázquez por América TV.

## Historia
El programa fue pensado como un ciclo en donde las imágenes iban a la velocidad de un rayo (de ahí el nombre del programa). Su primera temporada salió al aire en 1995 por la pantalla de América TV. Fue conducida por la modelo, cantante y presentadora Deborah de Corral. El envío buscó romper de alguna manera con la rigidez de los típicos magazines de la época. Durante 1996 se transmitió en Canal Trece y en 1997 volvió a América TV.
Luego de dos años al aire, la también modelo Dolores Barreiro llegó en 1997 para reemplazar a De Corral, y hasta mediados del 2000 hizo desfilar por la frénetica estética del programa a todos los personajes que marcaron los años noventa, enamoró varias veces al cantautor y compositor de rock Charly García y logró una inolvidable entrevista con el entonces futbolista Diego Armando Maradona en 1998. El final del programa lo condujo María Vázquez en 2001.
Durante sus seis años en el aire, El Rayo dejó entre otras cosas su sello propio en los preimpresos que le tiraban data al espectador sobre lo que venía o se decía en el programa, su estética inigualable y una especial atención en la belleza de sus conductoras, transformándose en parte importante de un proceso de cambio iniciado por una televisión que, arrastrada por el efecto glamour de las luces y la pizza con champagne de los años noventa, comenzaba a sacarse el rígido frac para darle lugar a un estilo desenfrenado que llegaba para quedarse.
La sexta temporada comenzó el 1 de abril de 2000. El programa fue nuevamente conducido por Dolores Barreiro, y transmitido, durante ese año, por Telefe. El 24 de junio del mismo año, el cantante Rodrigo Bueno, falleció horas después de haber sido acompañado por este programa en su último show.
El 3 de enero de 2001, el programa comenzó su séptima temporada, nuevamente en América TV y conducido por María Vázquez. Carolina “Pampita” Ardohain debutó como notera. Ella, y un productor, volviendo de cubrir la maratón anual de Bolívar organizada por Marcelo Tinelli en mayo, tuvieron un accidente de auto.
Por su éxito en audiencias, se hizo una versión propia del programa para España en el año 2000 por el canal Antena 3.

## Conductoras
- Deborah de Corral (1995-1996)
- Dolores Barreiro (1997-2000)
- María Vázquez (2001)[1]

## Noteros
- Pampita
- Daniel Malnatti
- Nacho Goano
- Iván de Pineda
- Alfred Olivieri
- Gonzalo Rodríguez
- Diego Angeli
- Luciana García Pena